# Anomodon
Die Gattung Anomodon (deutsch Trugzahnmoose) der Laubmoosfamilie Anomodontaceae umfasst weltweit 19 Arten, von denen 5 in Europa vorkommen.

## Merkmale
Die Pflanzen dieser Gattung sind ziemlich kräftig und wachsen in oft ausgedehnten, gelb- bis braungrünen oder auch reingrünen Rasen. Die auf dem Substrat liegenden Hauptstämmchen sind ausläuferartig und mit kleinen Blättchen besetzt. Diesen entspringen die aufsteigenden bis aufrechten sekundären Stämmchen. Diese Sekundärstämmchen oder Äste sind meist wenig verzweigt. Die Astblätter sind einseitswendig oder allseitswendig, feucht abstehend, trocken dachziegelig bis locker anliegend, meist ganzrandig, lanzettlich bis zungenförmig und besitzen eine einfache, kräftige Rippe, die vor der Blattspitze endet. Paraphyllien fehlen. Die Blattzellen sind rundlich sechsseitig, am Blattgrund rechteckig oder verlängert bis rundlich. Sie haben auf beiden Seiten eine bis mehrere Papillen. Die Sporenkapsel auf der geraden, verlängerten Seta ist aufrecht und länglich zylindrisch. Das Peristom ist doppelt, der Kapseldeckel kegelig bis geschnäbelt, die Kalyptra kappenförmig und glatt. Die Pflanzen sind zweihäusig.

## Systematik
Die Gattung Anomodon ist die Typusgattung der Familie Anomodontaceae innerhalb der Ordnung Hypnales. Es gibt 19 Arten. Folgende Arten kommen in Europa vor:
- Anomodon attenuatus (Dünnästiges Trugzahnmoos[1])
- Anomodon longifolius (Langblättriges Trugzahnmoos[1])
- Anomodon rostratus (Geschnäbeltes Trugzahnmoos[1])
- Anomodon rugelii (Gespitztes Trugzahnmoos[1])
- Anomodon viticulosus (Echtes Trugzahnmoos[1])